# Euthynotus
Euthynotus è un pesce osseo estinto, appartenente ai pachicormiformi. Visse nel Giurassico inferiore (circa 180 – 190 milioni di anni fa) e i suoi resti fossili sono stati ritrovati in Europa.

## Descrizione
Questo pesce era di medie dimensioni, e solitamente era lungo circa 30 – 35 centimetri. Il corpo era snello e di forma allungata. Il cranio era piuttosto lungo e stretto, munito di un muso leggermente appuntito; l’apertura boccale era profonda, e gli occhi erano grandi. La pinna dorsale era molto piccola e posta molto all’indietro nel corpo, nel terzo posteriore. Anche le pinne anale e ventrali erano piccole, mentre le pinne pettorali erano un po’ più grandi ma sottili. La pinna caudale era relativamente corta ma estremamente biforcata. Le scaglie ricoprivano tutto il corpo in modo pressoché uniforme ed erano molto piccole. 

## Classificazione
Il genere Euthynotus venne istituito da Wagner nel 1860 per accogliere due specie di pesci precedentemente descritte ma fino ad allora attribuite ad altri generi: E. intermedius (Agassiz, 1843) della Germania e della Francia, ed E. incognitus (de Blainville, 1818) della Germania. Queste specie differivano per alcuni dettagli anatomici e sono considerate valide tutt’oggi. Una terza possibile specie non denominata (E. cf. incognitus) è nota anch’essa per fossili del Giurassico inferiore tedesco.

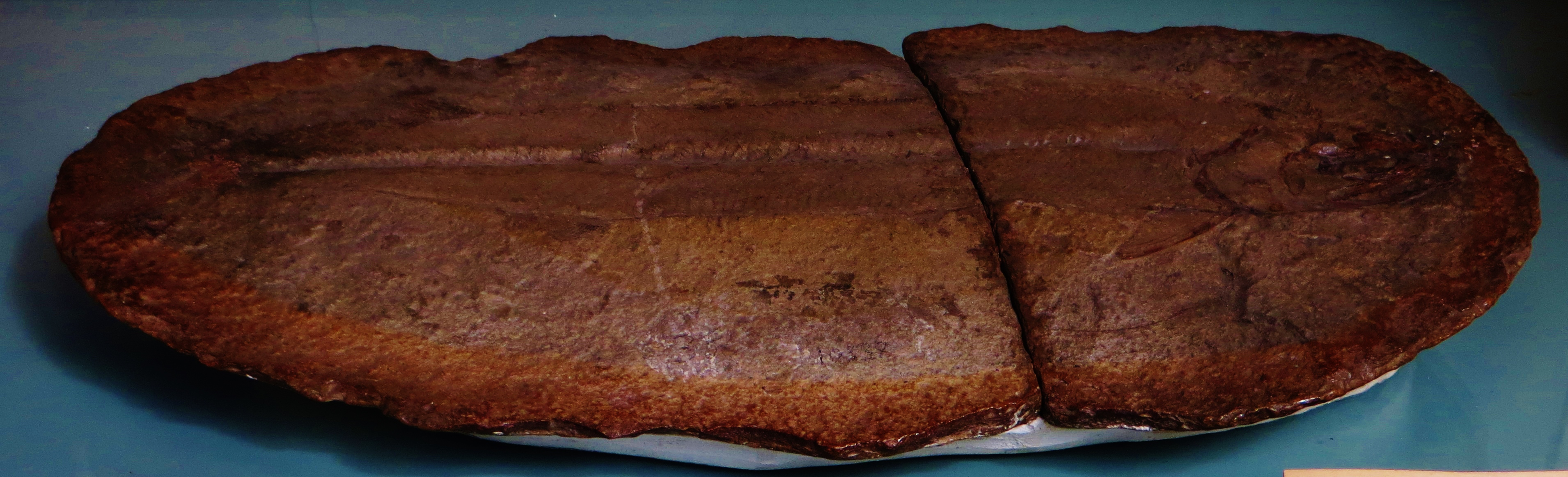
Fossile di Euthynotus incognitus

Euthynotus è considerato uno dei rappresentanti più antichi e basali dei pachicormiformi, un gruppo di pesci vicini all’origine dei teleostei e tipici del Mesozoico.

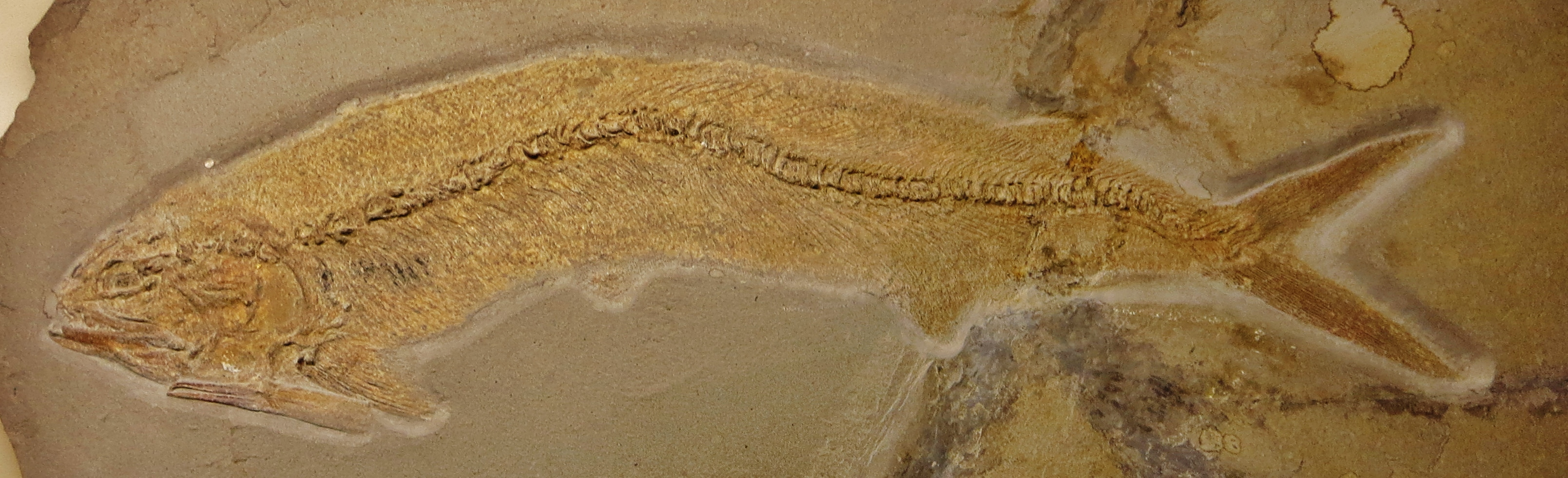
Fossile di Euthynotus sp.

## Paleoecologia
Come molti pachicormiformi, Euthynotus doveva essere un predatore; al contrario di molti generi successivi, il corpo particolarmente snello di questo animale lo doveva rendere un animale molto veloce.